# カエソ・クィンクティウス・クラウドゥス
カエソ・クィンクティウス・クラウドゥスまたはガイウス・クィンクティウス・クラウドゥス（ラテン語: Kaeso Quinctius Claudus, Gaius Quinctius Claudus、生没年不詳）は紀元前3世紀初頭の共和政ローマの政治家・軍人。紀元前271年に執政官（コンスル）を務めた。

## 出自
パトリキ（貴族）であるクィンクティウス氏族の出身。父のプラエノーメン（第一名、個人名）はルキウス、祖父はグナエウスであるが、他のクィンクティウス氏族の人物との関係は不明である。カエソというプラエノーメン（第一名、個人名）も珍しく、氏族の中では紀元前5世紀の伝説的な人物であるルキウス・クィンクティウス・キンキナトゥスの息子が使っている程度である。ティトゥス・リウィウスは、他に紀元前217年にコンコルディア神殿に関わったカエソ・クィンクティウス・フラミニヌスの名前をあげている。

## 経歴
紀元前271年、クラウドゥスは執政官に就任。同僚執政官はルキウス・ゲヌキウス・クレプシナであった。リウィウスの要約ではこの年に、レギウム（現在のレッジョ・ディ・カラブリア）のカンパニア兵が反乱したが鎮圧され、またピケンティアと平和条約が結ばれたとするが、クラウドゥスの役割は不明である。但し、ハリカルナッソスのディオニュシオスは、レギウムの反乱は翌紀元前270年の出来事としている。